# Even goeie vrienden
Even goeie vrienden was een Vlaams programma dat werd gepresenteerd door Jens Dendoncker en Julie Van den Steen en dat sinds 27 oktober 2022 werd uitgezonden. Het werd elke werkdag, behalve vrijdag, uitgezonden op VTM.

## Concept
Twee duo's van bekende Vlamingen nemen het tegen elkaar op. Ze zien pas wie het teamgenoot is bij de start van de quiz. Per week nemen drie duo's het tegen elkaar op. In de laatste aflevering van elke week nemen de twee beste duo's het tegen elkaar op voor een plaats in de finaleweken.

## Overzicht
| Week | Afl. | Uitzenddatum     | Kijkcijfers | Duo 1              | Duo 1                | Duo 2              | Duo 2              | Winnaar  | Gastoptreden   |
| ---- | ---- | ---------------- | ----------- | ------------------ | -------------------- | ------------------ | ------------------ | -------- | -------------- |
| 1    | 1    | 14 november 2022 | 221.596     | Celine Van Ouytsel | Paul D'Hoore         | Vincent Voeten     | Francisco Schuster | Duo 1    | Birgit Van Mol |
| 1    | 2    | 15 november 2022 | 227.300     | Celine Van Ouytsel | Paul D'Hoore         | Koen Crucke        | Gunter Lamoot      | Onbekend |                |
| 1    | 3    | 16 november 2022 | Onbekend    | Vincent Voeten     | Francisco Schuster   | Koen Crucke        | Gunter Lamoot      | Duo 2    |                |
| 1    | 4    | 17 november 2022 | 184.334     | Celine Van Ouytsel | Paul D'Hoore         | Koen Crucke        | Gunter Lamoot      | Duo 1    |                |
| 2    | 5    | 21 november 2022 | 207.197     | Nathalie Meskens   | Erhan Demirci        | Martine Jonckheere | Bert Haelvoet      | Duo 1    |                |
| 2    | 6    | 22 november 2022 | Onbekend    | Jeroen Verdick     | Kelly Pfaff          | Martine Jonckheere | Bert Haelvoet      | Duo 1    |                |
| 2    | 7    | 23 november 2022 | Onbekend    | Jeroen Verdick     | Kelly Pfaff          | Nathalie Meskens   | Erhan Demirci      | Onbekend |                |
| 2    | 8    | 24 november 2022 | Onbekend    | Jeroen Verdick     | Kelly Pfaff          | Nathalie Meskens   | Erhan Demirci      | Duo 1    |                |
| 3    | 9    | 28 november 2022 | Onbekend    | Liesa Naert        | Francesco Planckaert | Marcel Vanthilt    | Jamie-Lee Six      | Onbekend | Christoff      |
| 3    | 10   | 29 november 2022 | Onbekend    | Liesa Naert        | Francesco Planckaert | Hakim Chatar       | Isabelle Van Hecke | Onbekend |                |
| 3    | 11   | 30 november 2022 | Onbekend    | Marcel Vanthilt    | Jamie-Lee Six        | Hakim Chatar       | Isabelle Van Hecke | Onbekend |                |
| 3    | 12   | 1 december 2022  | Onbekend    | Marcel Vanthilt    | Jamie-Lee Six        | Hakim Chatar       | Isabelle Van Hecke | Duo 1    |                |
| 4    | 13   | 5 december 2022  | Onbekend    | Celine Van Ouytsel | Paul D'Hoore         | Hakim Chatar       | Isabelle Van Hecke | Onbekend |                |
| 4    | 14   | 6 december 2022  | Onbekend    | Celine Van Ouytsel | Paul D'Hoore         | Jeroen Verdick     | Kelly Pfaff        | Onbekend |                |
| 4    | 15   | 7 december 2022  | Onbekend    | Hakim Chatar       | Isabelle Van Hecke   | Jeroen Verdick     | Kelly Pfaff        | Onbekend |                |
| 4    | 16   | 8 december 2022  | Onbekend    | Celine Van Ouytsel | Paul D'Hoore         | Jeroen Verdick     | Kelly Pfaff        | Duo 1    |                |

Seizoen 1 werd gewonnen door ex-miss België en presentatrice Celine Van Ouytsel en financieel expert en journalist Paul D'Hoore.